# Joshua Kimmich
Joshua Walter Kimmich (Rottweil, 8 februari 1995) is een Duits voetballer die doorgaans als rechtsback of middenvelder speelt. Hij verruilde RB Leipzig in juli 2015 voor Bayern München, dat 7 miljoen euro voor hem betaalde. Kimmich debuteerde in 2016 in het Duits voetbalelftal.

## Clubcarrière

### RB Leizig
Kimmich speelde in de jeugd voor VfB Bösingen en VfB Stuttgart. Die laatste deed hem in juli 2013 voor een half miljoen euro over aan RB Leipzig, op dat moment actief in de 3. Liga. VfB Stuttgart nam wel een optie in zijn contract op waarmee de club hem terug kon kopen. Kimmich debuteerde op 28 september 2013 voor RB Leipzig in het betaald voetbal, tijdens een competitiewedstrijd tegen SpVgg Unterhaching. Hij maakte op 30 november 2013 zijn eerste doelpunt als betaald voetballer, tegen FC Saarbrücken. Kimmich eindigde zijn eerste seizoen met Leipzig op de tweede plaats op de ranglijst, wat recht gaf op promotie naar de 2. Bundesliga.

### Bayern München
Nadat Kimmich een half jaar ook in de 2. Bundesliga een vaste waarde was bij Leipzig, tekende hij op 2 januari 2015 een contract tot medio 2020 bij Bayern München. Dat ging in op 1 juli 2015, zodat hij nog wel het jaar af kon maken bij Leipzig. Hiermee eindigde hij als nummer vijf in de 2. Bundesliga. Bayern betaalde circa zeven miljoen euro voor Kimmich. Het grootste deel hiervan ging naar Stuttgart, dat gebruikmaakte van de terugkoopclausule in zijn contract en hem vervolgens zelf doorstuurde naar München. Op 9 augustus 2015 maakte hij zijn debuut in de DFB-Pokal tegen FC Nöttingen. Op 12 september 2015 maakte de verdedigend ingestelde middenvelder zijn opwachting in de Bundesliga tegen FC Augsburg. Vier dagen later debuteerde hij in de UEFA Champions League tegen Olympiakos Piraeus. In zijn eerste seizoen werd hij direct kampioen van de Bundesliga. Op 21 mei 2017 speelde hij 120 minuten mee in de finale van de DFB-Pokal, die op penalty's gewonnen werd van Borussia Dortmund. Kimmich miste zelf als enige Bayern-speler een penalty, maar zag bij de tegenstander Sven Bender en Sokratis Papastathopoulos beide missen. In zijn eerste seizoen werd hij op verschillende posities neergezet: als controlerende middenvelder, rechtsback en in het laatste gedeelte van het seizoen vooral centrumverdediger. 
Op 14 augustus viel hij in tijdens de met 2-0 gewonnen Supercup tegen Borussia Dortmund. Op 19 augustus scoorde hij in de DFB-Pokal-wedstrijd tegen Carl Zeiss Jena zijn eerste goal voor Bayern. Twee weken later scoorde Kimmich als middenvelder zijn eerste Bundesligagoal voor Bayern tegen FC Schalke 04 (0-2). Op 13 september scoorde hij zijn eerste twee UEFA Champions League-doelpunten tegen FK Rostov. Tussen 24 september en 15 oktober scoorde hij in drie opeenvolgende competitiewedstrijden tegen respectievelijk Hamburger SV, 1. FC Köln en Eintracht Frankfurt. Hij werd dat seizoen voor de tweede keer kampioen van Duitsland. 
In het seizoen 2017/18 werd Kimmich de vaste rechtsback nadat Philipp Lahm met voetbalpensioen was gegaan. Hij speelde 90 minuten vanaf die positie in de Supercup met Dortmund, die net als een jaar eerder op penalty's gewonnen werd. Opnieuw miste Kimmich een penalty, maar zag hij dat Sebastian Rode en Marc Bartra dat namens Borussia ook deden. Op 12 september 2017 was in de UEFA Champions League-wedstrijd tegen RSC Anderlecht goed voor een goal en een assist. Vier dagen later gaf hij een hattrick aan assists in de competitiewedstrijd tegen 1. FSV Mainz 05, op Thomas Müller, Robert Lewandowski en Arjen Robben. Dat seizoen, waarin hij opnieuw de Bundesliga won en tot de halve finale kwam van de Champions League (waarin hij in beide wedstrijden tegen Real Madrid CF een doelpunt maakte), kwam hij tot zes goals en zeventien assists in alle competities. Zo gaf hij ook een assist in de finale van de DfB Pokal tegen Eintracht Frankfurt, die hij echter met 3-1 verloor. 
Drie maanden later, 12 augustus 2018, troffen Eintracht en Bayern elkaar opnieuw voor de Supercup. Ditmaal won Bayern met 5-0 en Kimmich leverde de assist op de openingstreffer van Robert Lewandowski. Hij overtrof zijn assistrecord van het vorige seizoen door negentien assists af te leveren in alle competities. Waaronder op 25 mei 2019 in de finale van de DfB Pokal tegen RB Leipzig, zijn vorige werkgever. Ook won hij voor de vierde keer op rij de Bundesliga.
In het seizoen 2019/20 verhuisde Kimmich naar het middenveld. Dat seizoen werd tussen maart en mei 2020 ruim twee maanden onderbroken door de Coronacrisis, waarna Bayern in het restant van het seizoen de treble won. De Bundesliga werd voor de vijfde keer sinds de komst van Kimmich gewonnen. Vervolgens werd op 4 juli verlaat de finale van de DfB Pokal tegen Bayer 04 Leverkusen gespeeld. Bayern won met 4-2 en Kimmich leverde een assist op de 0-2 van Serge Gnabry. In augustus werd vervolgens het restant van de UEFA Champions League gespeeld. Op 8 augustus werd, ruim vier maanden na het heenduel, de return tegen Chelsea gespeeld. Vervolgens werd vanaf de kwartfinale slechts één wedstrijd gespeeld vanwege tijdsdruk. In de kwartfinale op 14 augustus versloeg Bayern FC Barcelona met historische cijfers. Het werd 2-8 in Camp Nou en Kimmich was goed voor één goal en één assist. Vijf dagen later gaf Kimmich twee assists in de halve finale tegen Olympique Lyonnais (0-3) en weer vier dagen later leverde Kimmich in de finale de assist op de enige treffer van de wedstrijd van Kingsley Coman.
Ruim een maand later won Kimmich zowel de UEFA Super Cup als de Duitse Supercup van Sevilla FC (2-1 na verlenging) en Borussia Dortmund (3-2, Kimmich scoorde de winnende treffer). Op 24 januari 2021 gaf Kimmich voor de tweede keer in zijn carrière een hattrick aan assists. Tegen Schalke 04 (4-0) bereidde hij goals voor van Thomas Müller (2) en Robert Lewandowski. Daarna reisde Bayern af naar Qatar om Al-Ahly en Tigres UANL te verslaan in strijd om het Wereldkampioenschap voetbal voor clubs. Terug in Duitsland won Kimmich voor de zesde keer de Bundesliga. 
Op 17 augustus 2021 won Kimmich voor de vijfde keer de Supercup door Borussia Dortmund te verslaan. Op 18 september scoorde Kimmich twee keer tegen VfL Bochum. Voor de zevende achtereenvolgende keer won Kimmich dat jaar de Bundesliga. Het jaar erop won Kimmich opnieuw de Supercup door RB Leipzig met 5-3 te verslaan. Op 12 oktober 2022 tegen Viktoria Plzen in de Champions League was Kimmich voor het eerst aanvoerder van Bayern München, bij afwezigheid van Manuel Neuer en Thomas Müller. Dat seizoen werd Kimmich voor de achtste keer op rij kampioen van Duitsland, dit omdat Borussia Dortmund op de laatste speelronde puntverlies leidde.
In het seizoen 2023/24 had Bayern een tweestrijd om de titel met Bayer 04 Leverkusen, dat tussen februari en maart een flinke voorsprong nam door een aantal misstappen van Bayern. Dat jaar zou Bayern voor het eerst sinds de komst van Kimmich een seizoen zonder prijs blijven. Het werd derde in de competitie.  

## Clubstatistieken
| Seizoen | Club           | Competitie    | Competitie | Competitie | Competitie | Beker | Beker | Beker | Internationaal | Internationaal | Internationaal | Totaal | Totaal | Totaal |
| Seizoen | Club           | Competitie    | Wed.       | Dlp.       | Ass.       | Wed.  | Dlp.  | Ass.  | Wed.           | Dlp.           | Ass.           | Wed.   | Dlp.   | Ass.   |
| ------- | -------------- | ------------- | ---------- | ---------- | ---------- | ----- | ----- | ----- | -------------- | -------------- | -------------- | ------ | ------ | ------ |
| 2013/14 | RB Leipzig     | 3. Liga       | 26         | 1          | 2          | 0     | 0     | 0     | —              | —              | —              | 26     | 1      | 2      |
| 2014/15 | RB Leipzig     | 2. Bundesliga | 27         | 2          | 2          | 2     | 0     | 0     | —              | —              | —              | 29     | 2      | 2      |
| 2015/16 | Bayern München | Bundesliga    | 23         | 0          | 2          | 4     | 0     | 0     | 9              | 0              | 0              | 36     | 0      | 2      |
| 2016/17 | Bayern München | Bundesliga    | 27         | 6          | 1          | 5     | 0     | 1     | 8              | 3              | 0              | 40     | 9      | 2      |
| 2017/18 | Bayern München | Bundesliga    | 29         | 1          | 12         | 7     | 1     | 2     | 11             | 4              | 3              | 47     | 6      | 17     |
| 2018/19 | Bayern München | Bundesliga    | 34         | 2          | 14         | 7     | 0     | 3     | 7              | 0              | 2              | 48     | 2      | 19     |
| 2019/20 | Bayern München | Bundesliga    | 33         | 4          | 9          | 7     | 1     | 4     | 11             | 2              | 4              | 51     | 7      | 17     |
| 2020/21 | Bayern München | Bundesliga    | 27         | 4          | 10         | 2     | 1     | 0     | 10             | 1              | 4              | 39     | 6      | 14     |
| 2021/22 | Bayern München | Bundesliga    | 28         | 3          | 12         | 3     | 0     | 0     | 8              | 0              | 0              | 39     | 3      | 12     |
| 2022/23 | Bayern München | Bundesliga    | 33         | 5          | 6          | 5     | 1     | 2     | 9              | 1              | 3              | 47     | 7      | 11     |
| 2023/24 | Bayern München | Bundesliga    | 28         | 1          | 7          | 3     | 0     | 1     | 12             | 1              | 2              | 43     | 2      | 10     |
| Totaal  | Totaal         | Totaal        | 315        | 29         | 77         | 45    | 4     | 13    | 85             | 12             | 18             | 445    | 45     | 108    |

Bijgewerkt tot en met 23 juni 2024.

## Interlandcarrière
Kimmich speelde in meerdere Duitse nationale jeugdelftallen. Op 10 oktober 2014 debuteerde hij voor Duitsland –21. In de kwalificatiewedstrijd voor het Europees kampioenschap viel hij na 64 minuten in voor Philipp Hofmann. Op 9 oktober 2015 maakte Kimmich zijn eerste doelpunt voor Duitsland –21, in de wedstrijd tegen Finland –21.
Op 17 mei 2016 werd Kimmich opgenomen in de selectie van het Duits voetbalelftal voor het Europees kampioenschap 2016 in Frankrijk. Duitsland werd in de halve finale uitgeschakeld door Frankrijk (0–2), na in de eerdere twee knock-outwedstrijden Slowakije (3–0) en Italië (1–1, 6–5 na strafschoppen) te hebben verslagen. In juni 2017 nam Kimmich met Duitsland deel aan de FIFA Confederations Cup 2017, die werd gewonnen door in de finale Chili te verslaan (1–0).
Kimmich maakte eveneens deel uit van de Duitse selectie, die onder leiding van bondscoach Joachim Löw deelnam aan de WK-eindronde 2018 in Rusland. Daar werd Die Mannschaft voortijdig uitgeschakeld. De ploeg strandde in de groepsfase, voor het eerst sinds het wereldkampioenschap 1938, na nederlagen tegen Mexico (0–1) en Zuid-Korea (0–2). In groep F werd alleen van Zweden (2–1) gewonnen, al kwam die zege pas tot stand in de blessuretijd. Kimmich speelde mee in alle drie de groepswedstrijden, van de eerste tot en met de laatste minuut.
Kimmich maakte eveneens deel uit van de Duitse selectie, die onder leiding van bondscoach Hansi Flick deelnam aan het WK 2022 in Qatar. Nadat Duitsland opnieuw strandde in de groepsfase, noemde Kimmich de dag van de uitschakeling de zwartste dag uit zijn loopbaan. Kimmich werd op 8 juni 2024 door bondscoach Julian Nagelsmann opgenomen in de Duitse selectie voor het EK 2024 in eigen land. Duitsland werd groepswinnaar in een groep met Schotland, Hongarije en Zwitserland en won in de achtste finales van Denemarken (2–0), maar werd in de kwartfinales na een verlenging uitgeschakeld door Spanje (2–1). Kimmich miste op het toernooi geen minuut aan speeltijd.
Op 4 juni 2025 speelde Kimmich zijn honderdste interland voor Duitsland. Er werd met 1—2 verloren van Portugal.
| Interlands van Joshua Kimmich voor Duitsland | Interlands van Joshua Kimmich voor Duitsland | Interlands van Joshua Kimmich voor Duitsland | Interlands van Joshua Kimmich voor Duitsland | Interlands van Joshua Kimmich voor Duitsland | Interlands van Joshua Kimmich voor Duitsland | Interlands van Joshua Kimmich voor Duitsland |
| №                                            | Datum                                        | Wedstrijd                                    | Uitslag                                      | Soort wedstrijd                              | Doelpunten                                   |                                              |
| Als speler bij FC Bayern München             | Als speler bij FC Bayern München             | Als speler bij FC Bayern München             | Als speler bij FC Bayern München             | Als speler bij FC Bayern München             | Als speler bij FC Bayern München             | Als speler bij FC Bayern München             |
| -------------------------------------------- | -------------------------------------------- | -------------------------------------------- | -------------------------------------------- | -------------------------------------------- | -------------------------------------------- | -------------------------------------------- |
| 1.                                           | 29 mei 2016                                  | Duitsland – Slowakije                        | 1 – 3                                        | Vriendschappelijk                            |                                              |                                              |
| 2.                                           | 21 juni 2016                                 | Noord-Ierland – Duitsland                    | 0 – 1                                        | EK 2016                                      |                                              |                                              |
| 3.                                           | 26 juni 2016                                 | Duitsland – Slowakije                        | 3 – 0                                        | EK 2016                                      |                                              |                                              |
| 4.                                           | 2 juli 2016                                  | Duitsland – Italië                           | 1 – 1                                        | EK 2016                                      |                                              |                                              |
| 5.                                           | 7 juli 2016                                  | Duitsland – Frankrijk                        | 0 – 2                                        | EK 2016                                      |                                              |                                              |
| 6.                                           | 31 augustus 2016                             | Duitsland – Finland                          | 2 – 0                                        | Vriendschappelijk                            |                                              |                                              |
| 7.                                           | 4 september 2016                             | Noorwegen – Duitsland                        | 0 – 3                                        | Kwalificatie WK 2018                         | 45'                                          |                                              |
| 8.                                           | 8 oktober 2016                               | Duitsland – Tsjechië                         | 3 – 0                                        | Kwalificatie WK 2018                         |                                              |                                              |
| 9.                                           | 11 oktober 2016                              | Duitsland – Noord-Ierland                    | 2 – 0                                        | Kwalificatie WK 2018                         |                                              |                                              |
| 10.                                          | 11 november 2016                             | San Marino – Duitsland                       | 0 – 8                                        | Kwalificatie WK 2018                         |                                              |                                              |
| 11.                                          | 15 november 2016                             | Italië – Duitsland                           | 0 – 0                                        | Vriendschappelijk                            |                                              |                                              |
| 12.                                          | 22 maart 2017                                | Duitsland – Engeland                         | 1 – 0                                        | Vriendschappelijk                            |                                              |                                              |
| 13.                                          | 26 maart 2017                                | Azerbeidzjan – Duitsland                     | 1 – 4                                        | Kwalificatie WK 2018                         |                                              |                                              |
| 14.                                          | 6 juni 2017                                  | Denemarken – Duitsland                       | 1 – 1                                        | Vriendschappelijk                            | 88'                                          |                                              |
| 15.                                          | 10 juni 2017                                 | Duitsland – San Marino                       | 7 – 0                                        | Kwalificatie WK 2018                         |                                              |                                              |
| 16.                                          | 19 juni 2017                                 | Australië – Duitsland                        | 2 – 3                                        | Confederations Cup 2017                      |                                              |                                              |
| 17.                                          | 22 juni 2017                                 | Chili – Duitsland                            | 1 – 1                                        | Confederations Cup 2017                      |                                              |                                              |
| 18.                                          | 25 juni 2017                                 | Kameroen – Duitsland                         | 1 – 3                                        | Confederations Cup 2017                      |                                              |                                              |
| 19.                                          | 29 juni 2017                                 | Mexico – Duitsland                           | 1 – 4                                        | Confederations Cup 2017                      |                                              |                                              |
| 20.                                          | 2 juli 2017                                  | Chili – Duitsland                            | 0 – 1                                        | Confederations Cup 2017                      |                                              |                                              |
| 21.                                          | 1 september 2017                             | Tsjechië – Duitsland                         | 1 – 2                                        | Kwalificatie WK 2018                         |                                              |                                              |
| 22.                                          | 4 september 2017                             | Duitsland – Noorwegen                        | 6 – 0                                        | Kwalificatie WK 2018                         |                                              |                                              |
| 23.                                          | 5 oktober 2017                               | Noord-Ierland – Duitsland                    | 1 – 3                                        | Kwalificatie WK 2018                         | 86'                                          |                                              |
| 24.                                          | 8 oktober 2017                               | Duitsland – Azerbeidzjan                     | 5 – 1                                        | Kwalificatie WK 2018                         |                                              |                                              |
| 25.                                          | 10 november 2017                             | Engeland – Duitsland                         | 0 – 0                                        | Vriendschappelijk                            |                                              |                                              |
| 26.                                          | 23 maart 2018                                | Duitsland – Spanje                           | 1 – 1                                        | Vriendschappelijk                            |                                              |                                              |
| 27.                                          | 27 maart 2018                                | Duitsland – Brazilië                         | 0 – 1                                        | Vriendschappelijk                            |                                              |                                              |
| 28.                                          | 2 juni 2018                                  | Oostenrijk – Duitsland                       | 2 – 1                                        | Vriendschappelijk                            |                                              |                                              |
| 29.                                          | 8 juni 2018                                  | Duitsland – Saoedi-Arabië                    | 2 – 1                                        | Vriendschappelijk                            |                                              |                                              |
| 30.                                          | 17 juni 2018                                 | Duitsland – Mexico                           | 0 - 1                                        | WK 2018                                      |                                              |                                              |
| 31.                                          | 23 juni 2018                                 | Duitsland – Zweden                           | 2 – 1                                        | WK 2018                                      |                                              |                                              |
| 32.                                          | 27 juni 2018                                 | Zuid-Korea – Duitsland                       | 2 – 0                                        | WK 2018                                      |                                              |                                              |
| 33.                                          | 6 september 2018                             | Duitsland – Frankrijk                        | 0 – 0                                        | Nations League Divisie A                     |                                              |                                              |
| 34.                                          | 9 september 2018                             | Duitsland – Peru                             | 2 – 1                                        | Vriendschappelijk                            |                                              |                                              |
| 35.                                          | 13 oktober 2018                              | Nederland – Duitsland                        | 3 – 0                                        | Nations League Divisie A                     |                                              |                                              |
| 36.                                          | 16 oktober 2018                              | Frankrijk – Duitsland                        | 2 – 1                                        | Nations League Divisie A                     |                                              |                                              |
| 37.                                          | 15 november 2018                             | Duitsland – Rusland                          | 3 – 0                                        | Vriendschappelijk                            |                                              |                                              |
| 38.                                          | 19 november 2018                             | Duitsland – Nederland                        | 2 – 2                                        | Nations League Divisie A                     |                                              |                                              |
| 39.                                          | 20 maart 2019                                | Duitsland – Servië                           | 1 – 1                                        | Vriendschappelijk                            |                                              |                                              |
| 40.                                          | 24 maart 2019                                | Nederland – Duitsland                        | 2 – 3                                        | Kwalificatie EK 2020                         |                                              |                                              |
| 41.                                          | 8 juni 2019                                  | Wit-Rusland – Duitsland                      | 0 – 2                                        | Kwalificatie EK 2020                         |                                              |                                              |
| 42.                                          | 11 juni 2019                                 | Duitsland – Estland                          | 8 – 0                                        | Kwalificatie EK 2020                         |                                              |                                              |
| 43.                                          | 6 september 2019                             | Duitsland – Nederland                        | 2 – 4                                        | Kwalificatie EK 2020                         |                                              |                                              |
| 44.                                          | 9 september 2019                             | Wit-Rusland – Duitsland                      | 0 – 2                                        | Kwalificatie EK 2020                         |                                              |                                              |
| 45.                                          | 9 oktober 2019                               | Duitsland – Argentinië                       | 2 – 2                                        | Vriendschappelijk                            |                                              |                                              |
| 46.                                          | 13 oktober 2019                              | Estland – Duitsland                          | 0 – 3                                        | Kwalificatie EK 2020                         |                                              |                                              |
| 47.                                          | 16 november 2019                             | Duitsland – Wit-Rusland                      | 4 – 0                                        | Kwalificatie EK 2020                         |                                              |                                              |
| 48.                                          | 19 november 2019                             | Duitsland – Noord-Ierland                    | 6 – 1                                        | Kwalificatie EK 2020                         |                                              |                                              |

Bijgewerkt op 2 januari 2020.

## Erelijst
| Competitie              |                |                                                                        |                |                |
| Competitie              | Aantal         | Jaren                                                                  |                |                |
| Bayern München          | Bayern München | Bayern München                                                         | Bayern München | Bayern München |
| ----------------------- | -------------- | ---------------------------------------------------------------------- | -------------- | -------------- |
| UEFA Champions League   | 1×             | 2019/20                                                                |                |                |
| UEFA Super Cup          | 1×             | 2020                                                                   |                |                |
| FIFA Club World Cup     | 1×             | 2020                                                                   |                |                |
| Bundesliga              | 8×             | 2015/16, 2016/17, 2017/18, 2018/19, 2019/20, 2020/21, 2021/22, 2022/23 |                |                |
| DFB-Pokal               | 3×             | 2015/16, 2018/19, 2019/20                                              |                |                |
| DFL-Supercup            | 6×             | 2016, 2017, 2018, 2020, 2021, 2022,                                    |                |                |
| Duitsland onder 19      |                |                                                                        |                |                |
| UEFA EK onder 19        | 1×             | 2014                                                                   |                |                |
| Duitsland               |                |                                                                        |                |                |
| FIFA Confederations Cup | 1×             | 2017                                                                   |                |                |